# Сабо, Иштван (гребец)
И́штван Са́бо (венг. Szabó István; 15 июня 1950, Будапешт) — венгерский гребец-байдарочник, выступал за сборную Венгрии в начале 1970-х — середине 1980-х годов. Серебряный и бронзовый призёр летних Олимпийских игр, пятикратный чемпион мира, победитель многих регат национального и международного значения.

## Биография
Иштван Сабо родился 15 июня 1950 года в Будапеште. Активно заниматься греблей начал в раннем детстве, проходил подготовку в столичном спортивном клубе MTK.
Первого серьёзного успеха на взрослом международном уровне добился в 1970 году, когда побывал на чемпионате мира в Копенгагене, откуда привёз награду бронзового достоинства, выигранную в зачёте четырёхместных байдарок на дистанции 1000 метров. Год спустя выступил на мировом первенстве в югославском Белграде, где получил бронзу на тысяче метрах в четвёрках и золото в эстафете 4 × 500 м. Благодаря череде удачных выступлений удостоился права защищать честь страны на летних Олимпийских играх 1972 года в Мюнхене — со своей четвёркой сумел пробиться в финальную стадию турнира, однако в решающем заезде финишировал лишь шестым.
В 1973 году на чемпионате мира в финском Тампере Сабо выиграл серебряную медаль в эстафете. В следующем сезоне взял серебро и золото на мировом первенстве в Мехико, в двойках на километре и в четвёрках на десяти километрах соответственно. Позже на аналогичных соревнованиях в Белграде стал чемпионом в двухместных байдарках на десяти тысячах метров. Будучи одним из лидеров венгерской национальной сборной по гребле, успешно прошёл квалификацию на Олимпиаду 1976 года в Монреаль — на сей раз выступал в двойках в паре с Золтаном Бако и на дистанции 1000 метров завоевал награду бронзового достоинства, уступив в финале лишь экипажам из СССР и ГДР.
На чемпионате мира 1977 года в болгарской Софии получил золотую и серебряную медали, выигранные в двойках на километре и десяти километрах. В следующем году на мировом первенстве в Белграде в тех же дисциплинах взял бронзу и золото, ещё через год в немецком Дуйсбурге добыл серебро в гонке двухместных байдарок на тысяче метрах. В 1980 году отправился на Олимпийские игры в Москву — вместе с напарником по команде Иштваном Йоошем участвовал здесь в гонке байдарок-двоек на километре и завоевал серебряную медаль, проиграв на финише советским гребцам Владимиру Парфеновичу и Сергею Чухраю.
После трёх Олимпиад Иштван Сабо остался в основном составе национальной сборной Венгрии и продолжил принимать участие в крупнейших международных регатах. Так, в 1981 году он выступил на чемпионате мира в английском Ноттингеме, откуда вернулся с серебряной медалью, выигранной в двойках на десяти километрах. Год спустя на мировом первенстве в Белграде взял в той же дисциплине бронзу, затем на первенстве мира в Тампере был вновь серебряным призёром. Последний раз показал значимый результат в сезоне 1985 года, когда на чемпионате мира в бельгийском Мехелене добавил в послужной список серебряную медаль, полученную за участие в гонке байдарок-двоек на дистанции 10 000 метров.